# PERI
PERI is een Duits bedrijf. Het is opgericht in 1969 en is vandaag de dag een van de grootste leveranciers in bekistings- en ondersteuningssystemen. Samen met de hoofdvestiging in Weissenhorn, Duitsland, heeft de onderneming 48 internationale dochtervestigingen en 70 voorraadwerven verdeelt over hele wereld. De onderneming heeft meer dan 5.300 medewerkers in dienst, waarvan 850 ingenieurs (sinds 2009). De omzet in 2009 bedraagt 873 miljoen euro.

## Geschiedenis
PERI is opgericht in 1969 te Weissenhorn, Duitsland, door Artur Schwörer. Het eerst product was de T 70 v houten bekistingsdrager met een hoge belastingscapaciteit en een gepatenteerd diagonaal verbinding. In 1984 werd deze vervangen door de GT 24 bekistingsdrager. De ACS (Automatic Climbing System) was PERI’s mijlpaal in de zelf-klimmende technologie. Het wordt gebruikt voor het bouwen van hoge gebouwen zonder bouwkraan. In het begin van de jaren 80 was PERI een van de eerste die aluminium gebruikte in de constructie-wereld. Deze trend overtuigde de sceptici zoals de werknemers op de bouwplaats. Men realiseerde zich al snel dat 20% gewichtsreductie een groot voordeel heeft, omdat het ontkisten na het storten altijd met de hand moet gebeuren.
In de laatste 10 jaren is de omzet van PERI gegroeid van 350 tot 873 miljoen euro en het aantal werknemers van 2.500 naar 5.300.

## Productoverzicht
Het productscala omvat bekistingsdragers, paneel en wandbekisting, kolombekisting, vloerbekisting, klimbekisting, schoorbokken voor enkelzijdige bekisting, steigers, ondersteuningen, wartelmateriaal en service, software en training.

## Projecten
Enkele voorbeelden van projecten die gerealiseerd zijn met PERI systeemoplossingen:
- Cuatro Torres Highrise, Madrid, Spanje - PERI ACS zelfklimmende bekisting voor de hoogste wolkenkrabbers in Spanje
- Trump World Tower, New York, USA – Maar 2 dagen nodig voor een complete verdieping
- Casa da Música, Porto, Portugal – hellende wandvlakken met architectonische betonvormen
- Sontbrug, Denemarken – vormmachine voor monolithisch tunnels
- City Tunnel, Malmö, Zweden PERI bekistingsoplossing maakt tiendaagse bouwcyclus mogelijk
- Viaduct van Millau, Frankrijk – de hoogste brugpijler ter wereld (245 m)
- Tour Granite, Paris, Frankrijk (183 m)
- Mercedes-Benz Museum, Stuttgart, Duitsland - Automobiel Museum
- Mega Bridge, Bangkok, Thailand – 4 brugpylonen het hoogtes van 170 meter
- Turning Torso, Malmö, Zweden – draaiende hoogbouw ontworpen door de Spaanse architect Santiago Calatrava
- Torre Glòries (Torre Agbar), Barcelona, Spanje – 142 meter hoge hoogbouw